# 飛越大橋
飛越大橋（ひえつおおはし）は、岐阜県大野郡白川村と富山県南砺市（開通時は東礪波郡上平村）の庄川に架かる、東海北陸自動車道の橋である。
岐阜県と富山県の県境に位置し、白川郷IC-五箇山IC間に架かる。名称は飛騨国の飛と越中国の越から付けられている。

## 概要

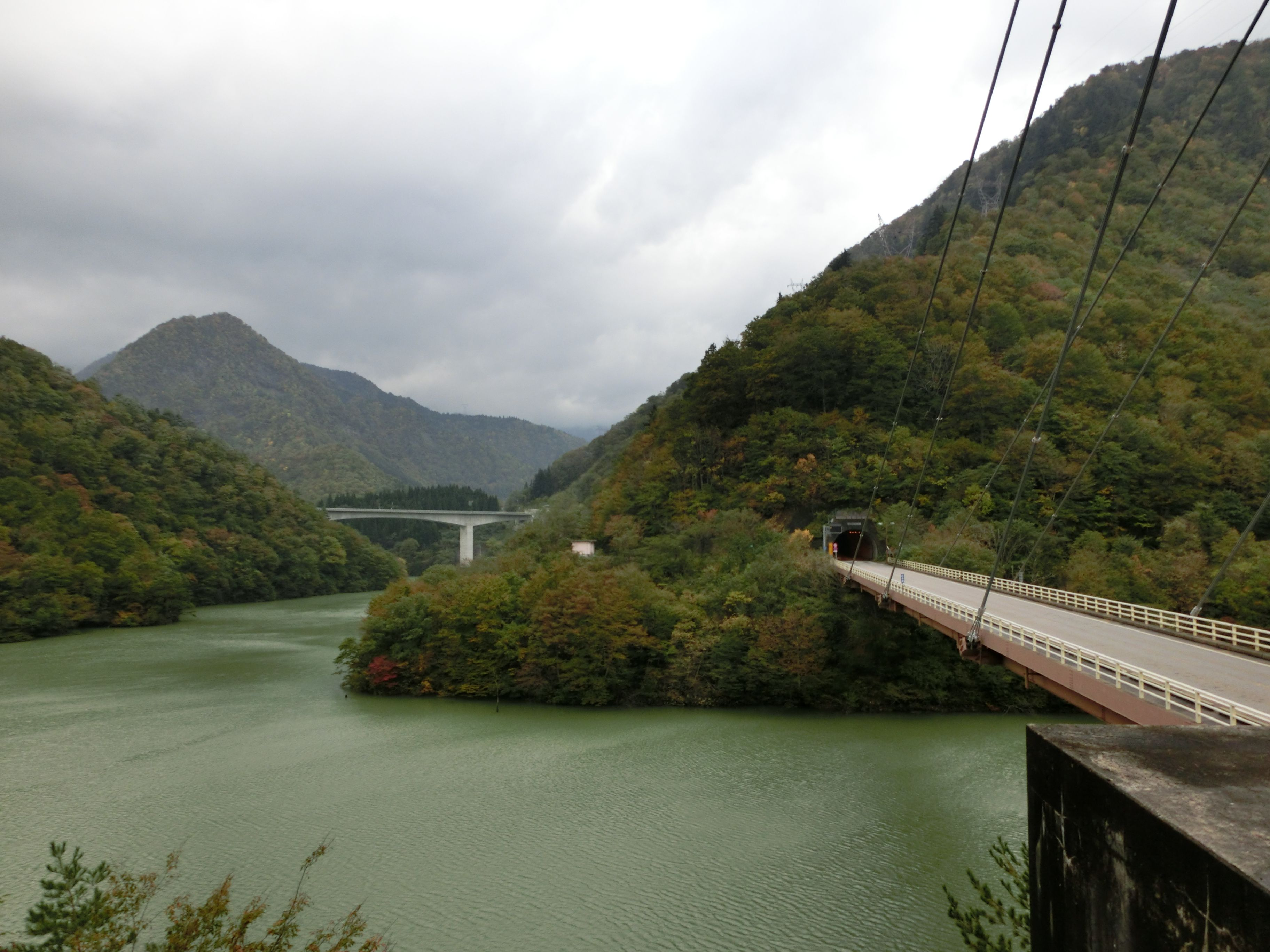
国道156号から見た飛越大橋（画像奥、2013年10月26日）
手前は飛越七橋の一つである合掌大橋と加須良トンネル。
庄川の手前が富山県、対岸が岐阜県となる。

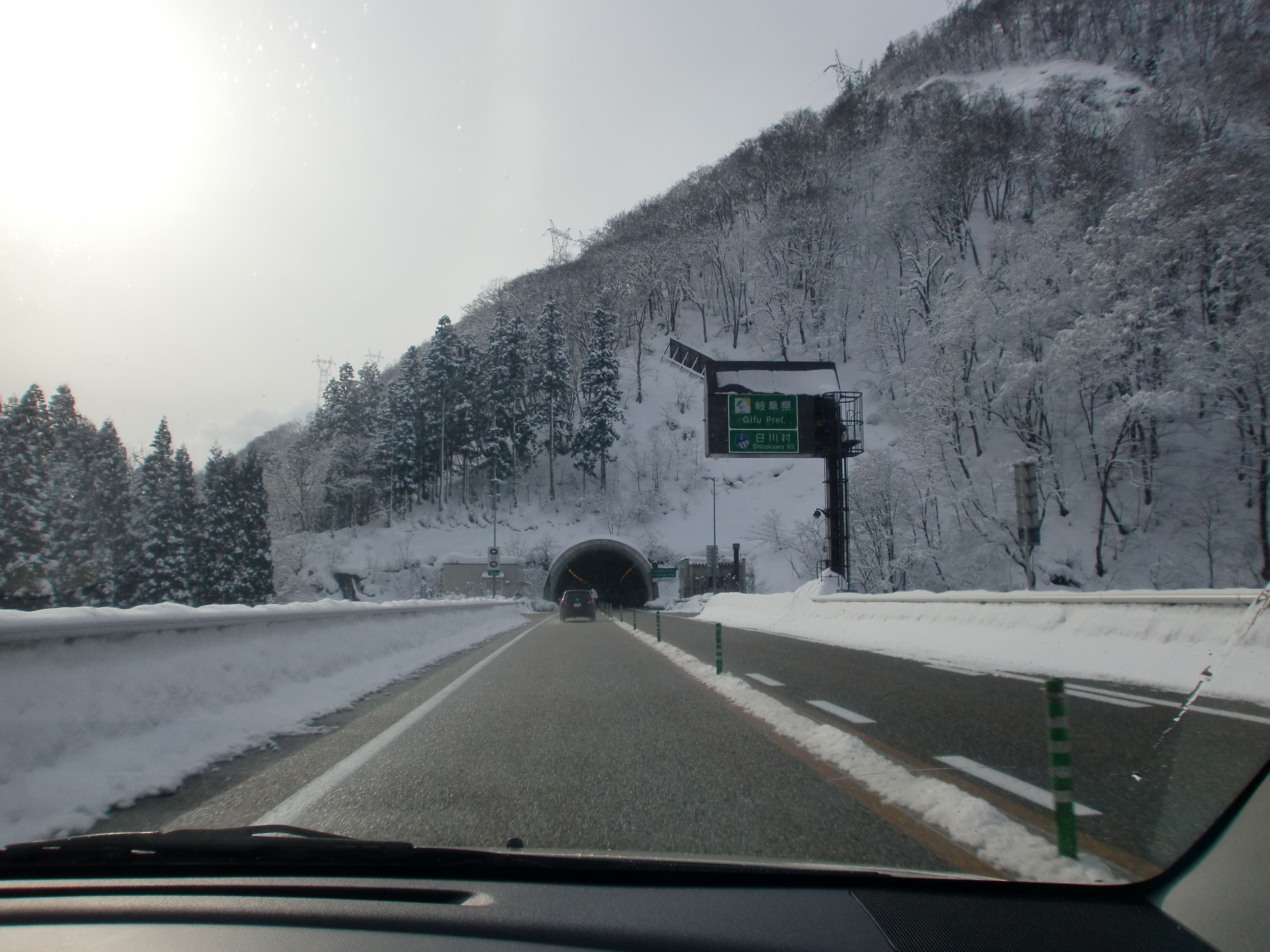
上り線・一宮方面（2012年1月15日）

- 供用 2002年（平成14年）11月16日 白川郷IC - 五箇山IC開通時
- 延長 276.0 m
- 区間 岐阜県大野郡白川村小白川 - 富山県南砺市成出

開通前の2002年（平成14年）7月24日に連結式が行われた。点検を容易にするための全外ケーブルや、橋上からの景色が見えるよう鋼製高欄が採用されている。
橋は県境に位置し、楮成出トンネルと小白川トンネルに挟まれている。双方向の富山県側には非常駐車帯が、岐阜県側にはチェーンベースが設置されている。県と市町村名を示す看板は双方向のトンネル用情報板の裏に表示されているが、下り線は南砺市の表記のみ見られない。
なお、並行する国道156号とは異なり、県境を跨ぐ橋はこの飛越大橋のみである。詳細は飛越七橋を参照。